# Paraguays damlandslag i handboll
Paraguays damlandslag i handboll representerar Paraguay i handboll på damsidan. Laget gjorde sin första VM-turnering i december 2007 och slutade på 23:e plats. Vid VM 2013 slutade Paraguay på 21:a plats. När laget vann brons vid Panamerikanska mästerskapet i handboll för damer 2017 kvalificerade de sig också för VM 2017, lagets tredje VM-turneringen någonsin.